# Deportes Concepción
Club Social y de Deportes Concepción – chilijski klub piłkarski z siedzibą w mieście Concepción. Klub założony został 29 lutego 1966. Klub mecze u siebie rozgrywa na oddanym do użytku 16 września 1962 stadionie Estadio Municipal de Concepción mogącym pomieścić 35 000 widzów.

## Osiągnięcia

### Krajowe
- Primera División

| zwycięstwo (0):     | –    |
| drugie miejsce (1): | 1975 |

- Copa Chile

| zwycięstwo (0):     | –    |
| drugie miejsce (1): | 2010 |

## Historia
Klub powstał 29 lutego 1966 w wyniku fuzji miejscowych klubów: Galvarino, Liverpool, Juvenil Unido oraz Santa Fe y Club Lord Cochrane.
W roku 2006 klub wycofał się z udziału w rozgrywkach i spadł do drugiej ligi.